# Terry Venables

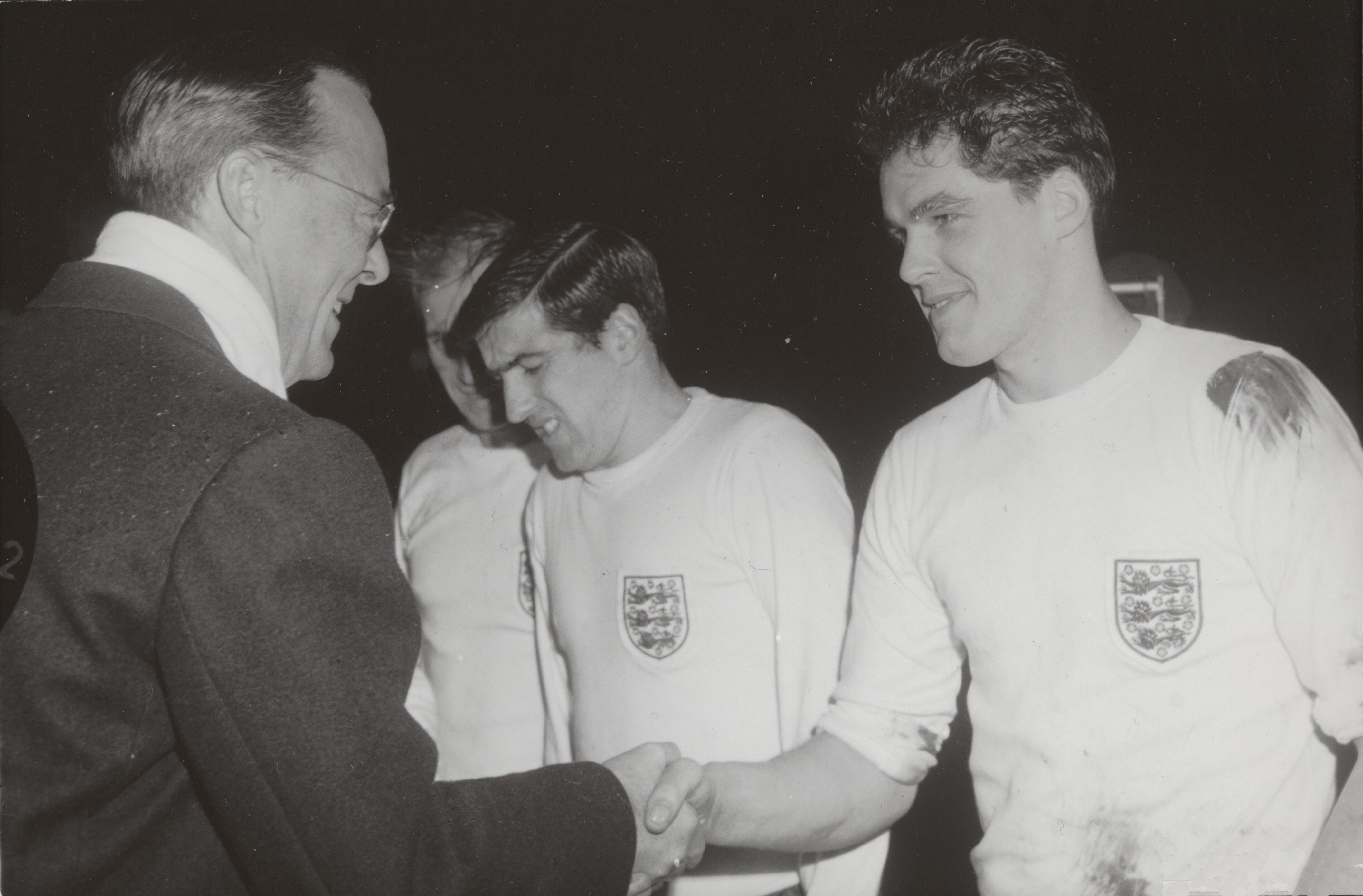
Venables (en medio) con en 1964 ante.

Terence Frederick Venables (Dagenham, Londres, 6 de enero de 1943-25 de noviembre de 2023) conocido como Terry Venables, fue un jugador y entrenador de fútbol inglés.

## Carrera deportiva
Fue seleccionador nacional de Inglaterra y de Australia, y entrenador de clubes como el F. C. Barcelona, con el que conquistó la Liga española de fútbol de la temporada 1984-1985 y la Copa de la Liga de Primera División 1986. Además, fue finalista de la Copa de Europa de la temporada 1985-1986, que el club barcelonista perdió en la tanda de penaltis ante el Steaua de Bucarest.
Como jugador inició su carrera profesional en 1960 en el Chelsea F.C., club en el que militó seis temporadas y llegó a disputar más de 200 partidos. En 1966 fichó por otro club de Londres, el Tottenham Hotspur, en el que permaneció tres temporadas. En 1969 fichó por el Queens Park Rangers antes de fichar por el Crystal Palace, donde acabó su carrera profesional. Fue dos veces internacional con la selección de Inglaterra.
Terry Venables ostenta el récord de ser el único futbolista en representar a Inglaterra en todas las categorías: infantil, cadete, no profesional, Sub-23 (antes se llamaba así) y absoluta. Con la categoría absoluta solo jugó dos veces, pero fue seleccionador de 1994 a 1996, año en que llevó al equipo anfitrión hasta la tanda de penaltis de la semifinal de la Eurocopa.

## Trayectoria como jugador
- Chelsea F. C.. Temporada 1959-60 hasta 1965-66.
- Tottenham Hotspur. Temporada 1965-66 hasta 1968-69.
- Queens Park Rangers. Temporada 1969-70 hasta 1974-75.
- Crystal Palace. Temporada 1974-75.

## Trayectoria como entrenador
- Crystal Palace (Inglaterra). Temporada 1976-77 hasta 1979-80.
- Queens Park Rangers (Inglaterra). Temporada 1980-81 hasta 1983-84.
- F. C. Barcelona (España). Temporada 1984-85 hasta 1986-87.
- Tottenham Hotspur (Inglaterra). Temporada 1987-88 hasta 1990-91.
- Selección de fútbol de Inglaterra. Desde enero del 1994 hasta julio de 1996.
- Selección de fútbol de Australia.  Entre 1996 y 1998.
- Crystal Palace. Temporada 1998-99.
- Middlesbrough F.C. (Inglaterra). Temporada 2000-01.
- Leeds United (Inglaterra). Temporada 2002-03.

## Estadísticas
| Club                | Temporada    | Liga             | Liga | Liga  | FA Cup | FA Cup | Otros | Otros | Total | Total |
| Club                | Temporada    | División         | P.J. | Goles | P.J.   | Goles  | P.J.  | Goles | P.J.  | Goles |
| ------------------- | ------------ | ---------------- | ---- | ----- | ------ | ------ | ----- | ----- | ----- | ----- |
| Chelsea             | 1959–60      | Primera División | 1    | 0     | 0      | 0      | 0     | 0     | 1     | 0     |
| Chelsea             | 1960–61      | Primera División | 36   | 0     | 1      | 0      | 3     | 0     | 40    | 0     |
| Chelsea             | 1961–62      | Primera División | 12   | 1     | 0      | 0      | 0     | 0     | 12    | 1     |
| Chelsea             | 1962–63      | Segunda División | 42   | 2     | 4      | 1      | 0     | 0     | 46    | 3     |
| Chelsea             | 1963–64      | Primera División | 38   | 8     | 3      | 0      | 0     | 0     | 41    | 8     |
| Chelsea             | 1964–65      | Primera División | 39   | 7     | 5      | 0      | 5     | 1     | 49    | 8     |
| Chelsea             | 1965–66      | Primera División | 34   | 8     | 6      | 0      | 8     | 3     | 48    | 11    |
| Chelsea             | Total        | Total            | 202  | 26    | 19     | 1      | 16    | 4     | 237   | 31    |
| Tottenham Hotspur   | 1965–66      | Primera División | 1    | 0     | 0      | 0      | 0     | 0     | 1     | 0     |
| Tottenham Hotspur   | 1966–67      | Primera División | 41   | 3     | 8      | 2      | 1     | 0     | 50    | 5     |
| Tottenham Hotspur   | 1967–68      | Primera División | 36   | 2     | 4      | 0      | 5     | 1     | 45    | 3     |
| Tottenham Hotspur   | 1968–69      | Primera División | 37   | 0     | 4      | 0      | 5     | 1     | 46    | 1     |
| Tottenham Hotspur   | Total        | Total            | 115  | 5     | 16     | 2      | 11    | 2     | 142   | 9     |
| Queens Park Rangers | 1969–70      | Segunda División | 34   | 5     | 4      | 1      | 4     | 1     | 42    | 7     |
| Queens Park Rangers | 1970–71      | Segunda División | 38   | 10    | 1      | 0      | 2     | 1     | 41    | 11    |
| Queens Park Rangers | 1971–72      | Segunda División | 27   | 1     | 2      | 0      | 4     | 0     | 33    | 1     |
| Queens Park Rangers | 1972–73      | Segunda División | 37   | 1     | 1      | 0      | 1     | 0     | 39    | 1     |
| Queens Park Rangers | 1973–74      | Primera División | 36   | 2     | 6      | 0      | 3     | 0     | 45    | 2     |
| Queens Park Rangers | 1974–75      | Primera División | 5    | 0     | 0      | 0      | 1     | 0     | 6     | 0     |
| Queens Park Rangers | Total        | Total            | 177  | 19    | 14     | 1      | 15    | 2     | 206   | 22    |
| Crystal Palace      | 1974–75      | Tercera División | 14   | 0     | 2      | 0      | 0     | 0     | 16    | 0     |
| Career total        | Career total | Career total     | 508  | 50    | 51     | 4      | 42    | 8     | 601   | 62    |

| Equipo              | Inicio         | Fin             | Récord | Récord | Récord | Récord |
| Equipo              | Inicio         | Fin             | P      | G      | E      | P      |
| ------------------- | -------------- | --------------- | ------ | ------ | ------ | ------ |
| Crystal Palace      | 16-6-1976      | 1-10-1980       | 208    | 76     | 74     | 58     |
| Queens Park Rangers | 1-10-1980      | 24-5-1984       | 179    | 89     | 36     | 54     |
| FC Barcelona        | Junio 1984     | Septiembre 1987 | 168    | 86     | 53     | 29     |
| Tottenham Hotspur   | 28-11-1987     | 30-6-1991       | 165    | 67     | 46     | 52     |
| Inglaterra          | 28-1-1994      | 30-7-1996       | 23     | 11     | 11     | 1      |
| Australia           | Noviembre 1996 | Mayo 1998       | 23     | 15     | 3      | 5      |
| Crystal Palace      | 4-6-1998       | 15-1-1999       | 31     | 11     | 8      | 12     |
| Middlesbrough       | 6-12-2000      | 12-6-2001       | 25     | 8      | 11     | 6      |
| Leeds United        | 8-7-2002       | 21-3-2003       | 42     | 16     | 7      | 19     |
| Total               | Total          | Total           | 864    | 379    | 249    | 236    |

## Títulos

### Como jugador
- Copa de la Liga. 1964-65. Chelsea F.C.
- FA Cup. 1966-67. Tottenham Hotspur.

### Como entrenador
- Segunda División. 1978-79. Crystal Palace.
- Segunda División. 1982-83. Queens Park Rangers.
- LaLiga. 1984-85. F. C. Barcelona
- Copa de la Liga. 1985-86. F. C. Barcelona
- FA Cup. 1990-91. Tottenham Hotspur

### Individual
- Premio Don Balón: 1985
- English Football Hall of Fame: 1997 (inclusión).
- Entrenador del Mes de la Premier League: Enero 2001[5]